# Ahungalla
Ahungalla es un pequeño pueblo costero localizado en el Suroeste de Sri Lanka. Es conocido principalmente, por su playa arenosa, bordeada por un extenso cinturón de palmeras, considerado el mejor de la isla.

## Situación
Ahungalla está en la Provincia Sur, en el Distrito de Galle y en la División de Balapitiya, y situada a una altitud de 16 metros sobre el nivel del mar.
Está, aproximadamente a 78 kilómetros al sur de la capital del país, Colombo, y a 42 kilómetros al norte de Galle, la capital de la provincia.
Las localidades vecinas son Kosgoda al norte, Wathuregama al oeste, Balapitiya al sur y Pathirajagama y Nelligoda, al este. 
Al sureste de la ciudad se encuentra el área de manglares de Madu Ganga.

## Clima
Tiene un clima tropical. El promedio anual de la temperatura es de 24 °C. El mes más caluroso es marzo, con una media de 26 °C, y el mes más frío es enero, con una media de 22 °C. La precipitación media anual es de 2.888 milímetros. El mes más lluvioso es octubre, con 437 milímetros, y el mes más seco es enero, con 104 mm.

## Población
En 2014, se estimaba que tenía una población de 1.616 personas, de las cuales 755 eran hombres y 861 mujeres y su aldea anexa Middaramulla 1.450 personas, de las cuales 682 eran hombres y 768 mujeres. La población total se estimaba, pues, en 3.066 personas.

## Organización administrativa
Ahungalla constituye la división número 18 de las llamadas Grama Niladari  (funcionarios de pueblo o agentes de pueblo) de la División de Balapitiya. A su vez incluye una subdivisión de Grama Niladari, la número 18A, que es la localidad de Middaramulla.

## Economía
La pesca marítima y el turismo. 

## Historia
El edificio más grande y más conocido es el hotel de lujo Heritance Ahungalla (anteriormente llamado Hotel Tritón), diseñado por el arquitecto esrilanqués, Geoffrey Bawa, y construido entre 1979 y 1981.
La zona de Ahungalla fue devastada por el tsunami que en 2004 causó el terremoto en el Océano Índico.

## Comunicaciones
Ahungalla está comunicada por ferrocarril por la Línea Costera (Coastal Line) o Línea del Sur, que se extiende desde Colombo a Matara, contando con una estación en la localidad. Y, asimismo, está comunicada por las carreteras AH43 de Colombo a Galle y por la que une Ahungalla con Uragaha.

## Equipamientos
Existe un puesto de policía que da servicio, además de a Ahungalla, a otras poblaciones cercanas. Asimismo existe una oficina de correos. Y una escuela de Educación Primaria.

## Atracciones
- Playa de Ahungalla, de arena fina dorada, de unos 3 km de longitud, bordeada de palmeras y bañada por cálidas aguas de color azul.